# 카탈루냐 광장

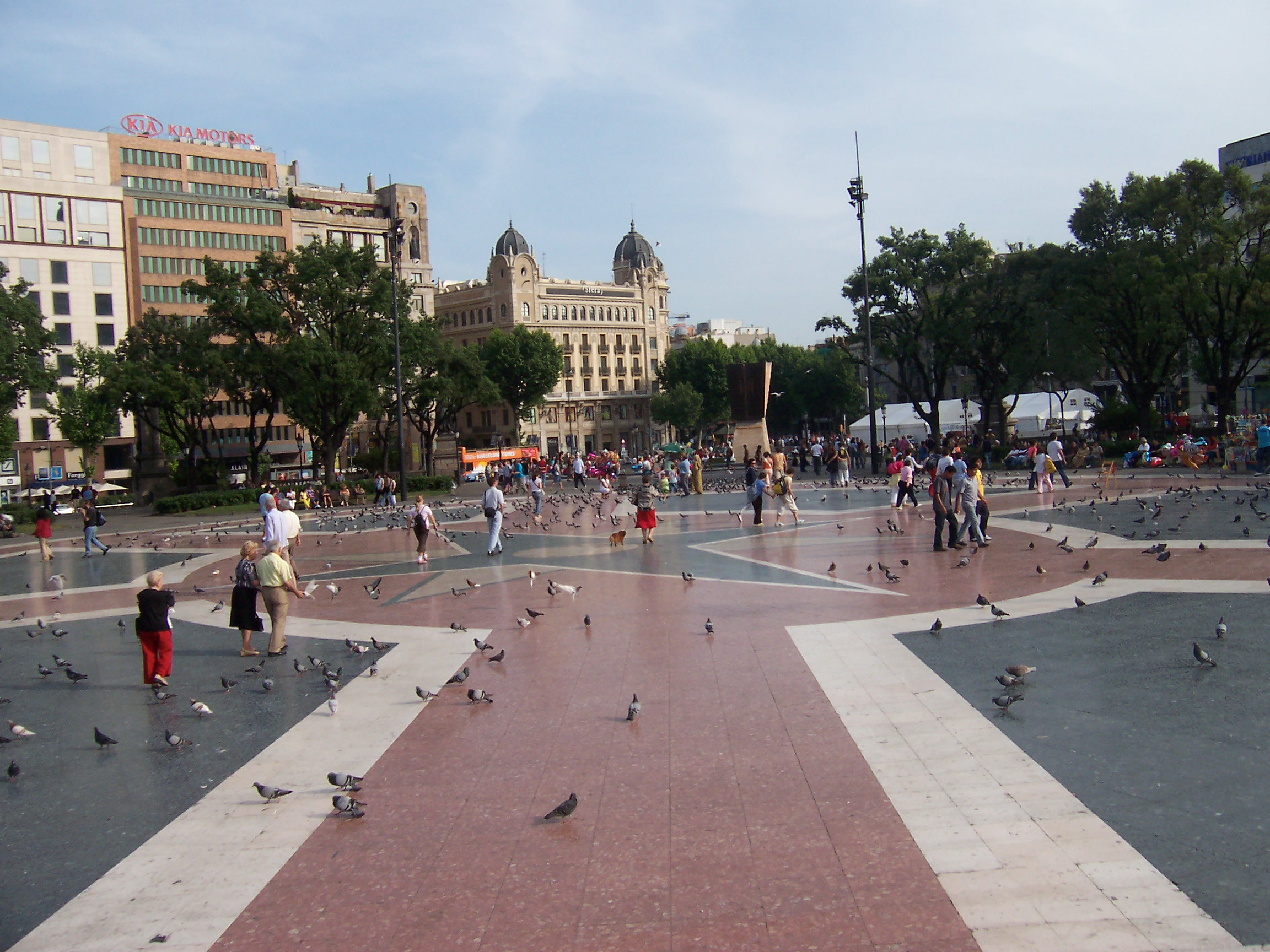
카탈루냐 광장

카탈루냐 광장(카탈루냐어: Plaça de Catalunya, 스페인어: Plaza de Cataluña)은 스페인 바르셀로나에 있는 광장이다.
카탈루냐 광장은 바르셀로나 공항에서 아에로 버스를 타고 갈 수 있다.